# Mandelsloh über dem See
Mandelsloh über dem See è una frazione (Ortsteil) della città di Neustadt am Rübenberge, nel land della Bassa Sassonia, in Germania.

## Storia
Già comune autonomo nel circondario di Neustadt am Rübenberge, il 1º aprile 1959 fu soppresso e unito a Mandelsloh in der Wiek per formare il nuovo comune di Mandelsloh; insieme con Mandelsloh, fu unito a Neustadt am Rübenberge il 1º marzo 1974.